# Mäder
Mäder ist eine Gemeinde in Österreich in Vorarlberg im Bezirk Feldkirch mit 4217 Einwohnern (Stand 1. Jänner 2024).

## Geografie

### Geografische Lage
Mäder liegt im Vorarlberger Rheintal, direkt nördlich des Kummenbergs und 16 km südlich des Bodenseeufers, unmittelbar am östlichen Ufer des Alpenrheins und ist damit eine Grenzgemeinde zur Schweiz. Das Ortszentrum befindet sich auf einer Höhe von 414 m ü. A. Das gesamte Gemeindegebiet liegt in der Rheintalebene, es gibt keine bedeutenden natürlichen Erhöhungen.

### Ausdehnung des Gemeindegebiets
Von Norden nach Süden erstreckt sich das Gemeindegebiet über 2,7 km, von Westen nach Osten über 2,9 km. Im Westen wird Mäder vom Rhein begrenzt und im Osten vom Egelseegraben. Die nördliche Grenze ist eine gerade Linie ohne topologischen Hintergrund, die südliche Grenze verläuft ebenfalls willkürlich, über manche Strecken entlang einer Straße und im Gebiet der Siedlungen Neuburg und Kutzen zum Teil quer durch bestehende Wohnhäuser.
Mit einem Gemeindegebiet von 3,39 km² und einer Bevölkerungsdichte von 1245 Einwohnern pro Quadratkilometer ist Mäder nicht nur flächenmäßig die siebtkleinste, sondern auch eine der am dichtest besiedelten Gemeinden Vorarlbergs.

### Nachbargemeinden
|          |                                             | Altach |
| Oberriet | Kompassrose, die auf Nachbargemeinden zeigt |        |
| Koblach  |                                             | Götzis |

### Geologie
Das Alpenrheintal ist eine für die Alpen untypische, mit jungem Lockergestein gefüllte, mehrere hundert Meter tiefe Felswanne. Vor 14.000 Jahren war diese Wanne noch mit Wasser gefüllt und damit ein Teil des Bodensees, wurde dann aber nach und nach mit Sedimenten des Rheines und seiner Nebenflüsse, vor allem der Ill und Frutz, aufgefüllt, sodass vor etwa 4000 Jahren das Rheindelta bis nach Lustenau vorgedrungen und das Gebiet von Mäder verlandet war. Der Boden in Mäder ist daher ein typischer Alluvialboden aus grobem bis feinem Schwemmmaterial.

### Naturschutzgebiete und Naturdenkmäler
Eine ehemalige Kiesgrube in der Nordecke des Gemeindegebiets wurde 1976 als Sandgrube Mäder unter Landschaftsschutz gestellt. Sie bietet dem gefährdeten Sanddorn sowie einer kleinen Population des Teichfrosches eine Heimat und dient durchziehenden Wasservögeln als Rastplatz.
Eine Silberpappel, eine Stieleiche und eine Silberweide im Gemeindegebiet Mäders sind als Naturdenkmal ausgewiesen und stehen daher unter besonderem Schutz.

### 3D-Modell der Gemeinde
Das Kairos – Institut für Wirkungsforschung und Entwicklung, Bregenz hat ein neues Werkzeug zur Darstellung von Raumplanung entwickelt. Mäder ist Pilotprojekt: Nach Landesdaten von Laserscans via Flugzeug wurde ein 3D-Modell der Landschaft im Maßstab 1:1000 3D-gedruckt, das auch alle Häuser plastisch darstellt. Auf das weiße Modell können von oben etwa ein mehrfärbiger Flächenwidmungsplan oder ein historisches Luftbild projiziert werden. Auch Kartographie-Laien sollen so eine gute Anschauung gewinnen.

## Geschichte
Mäder gehörte im Mittelalter zum Reichshof Kriessern und wurde erstmals 1294 urkundlich als „in den Mederen“ erwähnt. 1513 kam das Gebiet an Österreich. Die Habsburger regierten die Orte in Vorarlberg wechselnd von Tirol und Vorderösterreich (Freiburg im Breisgau) aus.

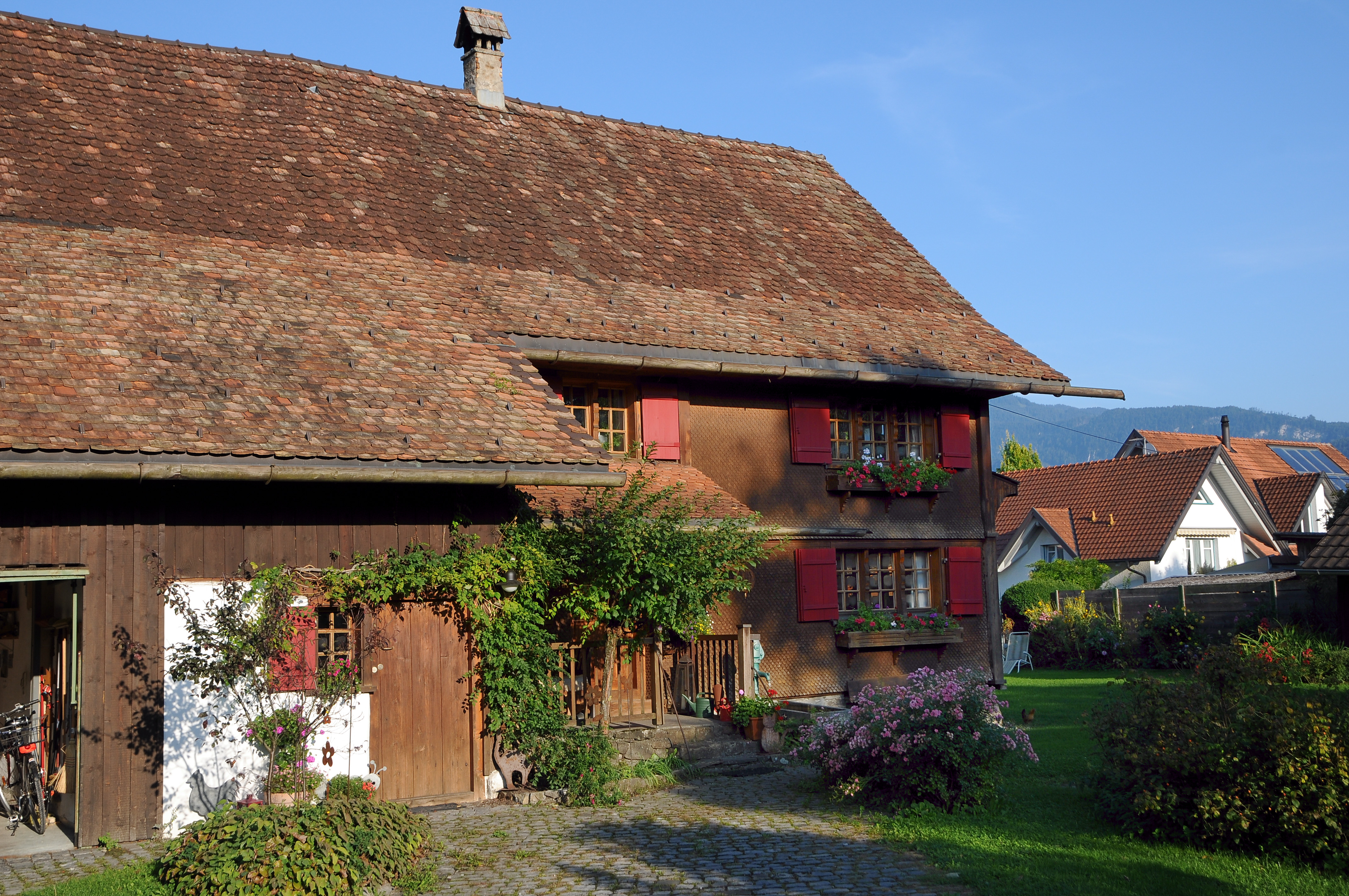
Denkmalgeschütztes Haus aus der Zeit um 1800 in der Reichshofstraße

Von 1805 bis 1814 gehörte der Ort zu Bayern, dann wieder zu Österreich. Bis 1806 war Mäder dem Gericht Rankweil-Sulz in der Herrschaft Feldkirch eingegliedert. Mäder wurde wiederholt von Überschwemmungen durch den Rhein heimgesucht: So kam es im Rheintal am 15. Juni, 2. Juli und 28. August 1817 zu Überschwemmungen. Besonders am 28. August waren zahlreiche Dammbrüche zu verzeichnen. Auf Vorarlberger Seite durchbrach der Rhein bei Ruggell, Bangs, Meiningen, zwischen Koblach und Mäder, bei Brugg und in Gaißau die Dämme und verursachte auf beiden Talseiten große Schäden. 1824 ritt Ortsvorsteher Johann Josef Ender nach Wien und erreichte die Übernahme der Maßnahmen zur Rheinregulierung und den Bau der Dämme durch den Staat.
Zum österreichischen Bundesland Vorarlberg gehört Mäder seit dessen Gründung 1861. 1892 wurde die Internationale Rheinregulierung per Staatsvertrag beschlossen und in den Folgejahren umgesetzt. Der Ort war nach dem Zweiten Weltkrieg 1945 bis 1955 Teil der französischen Besatzungszone in Österreich.

### Bevölkerungsentwicklung
Der Ausländeranteil lag 2020 bei 13,27 %.
Die Bevölkerungszahl wächst stark, da sowohl Wanderungsbilanz als auch Geburtenbilanz positiv sind.

## Kultur und Sehenswürdigkeiten

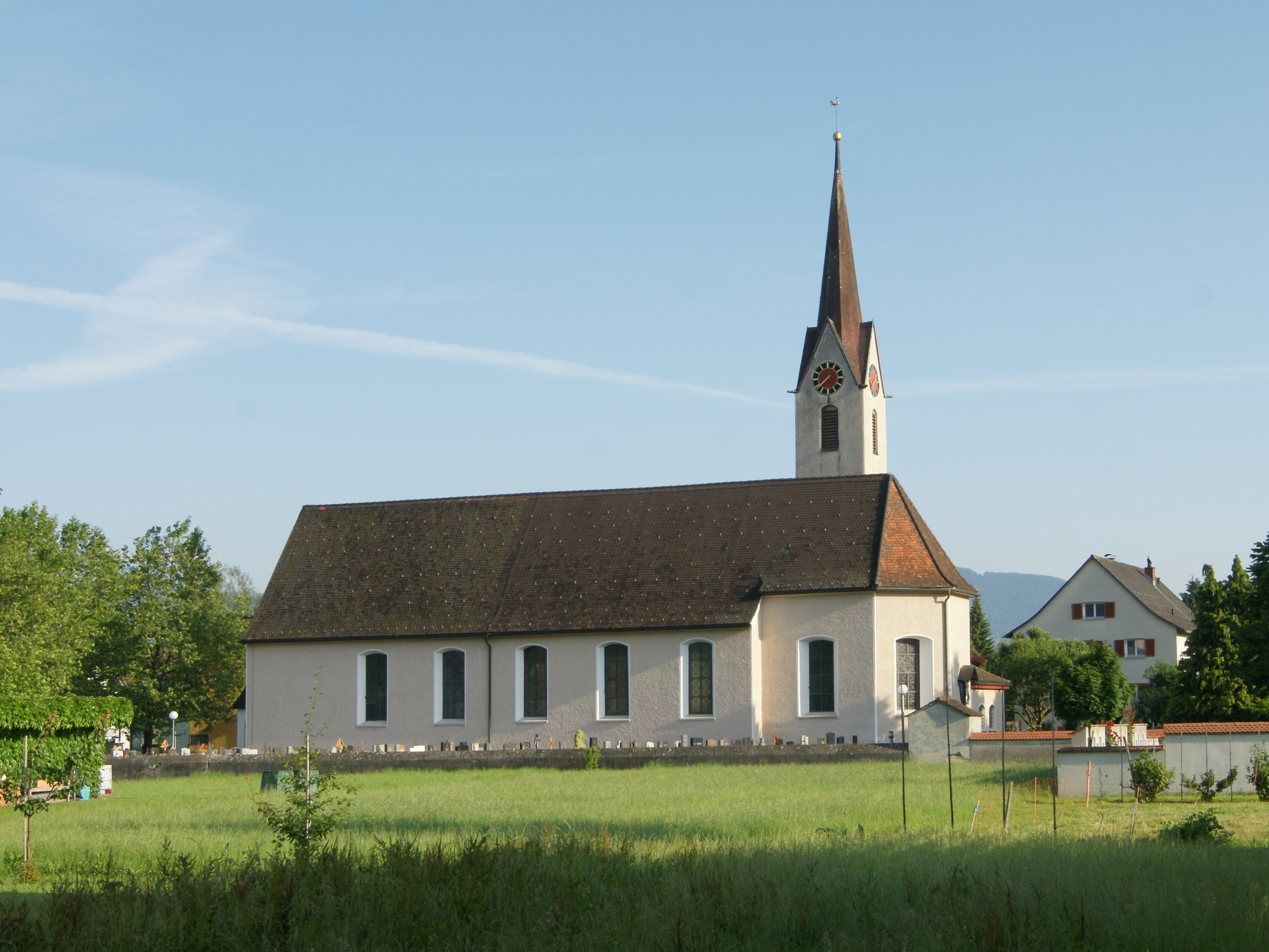
Römisch-katholische Pfarrkirche „Hl. Bartholomäus“

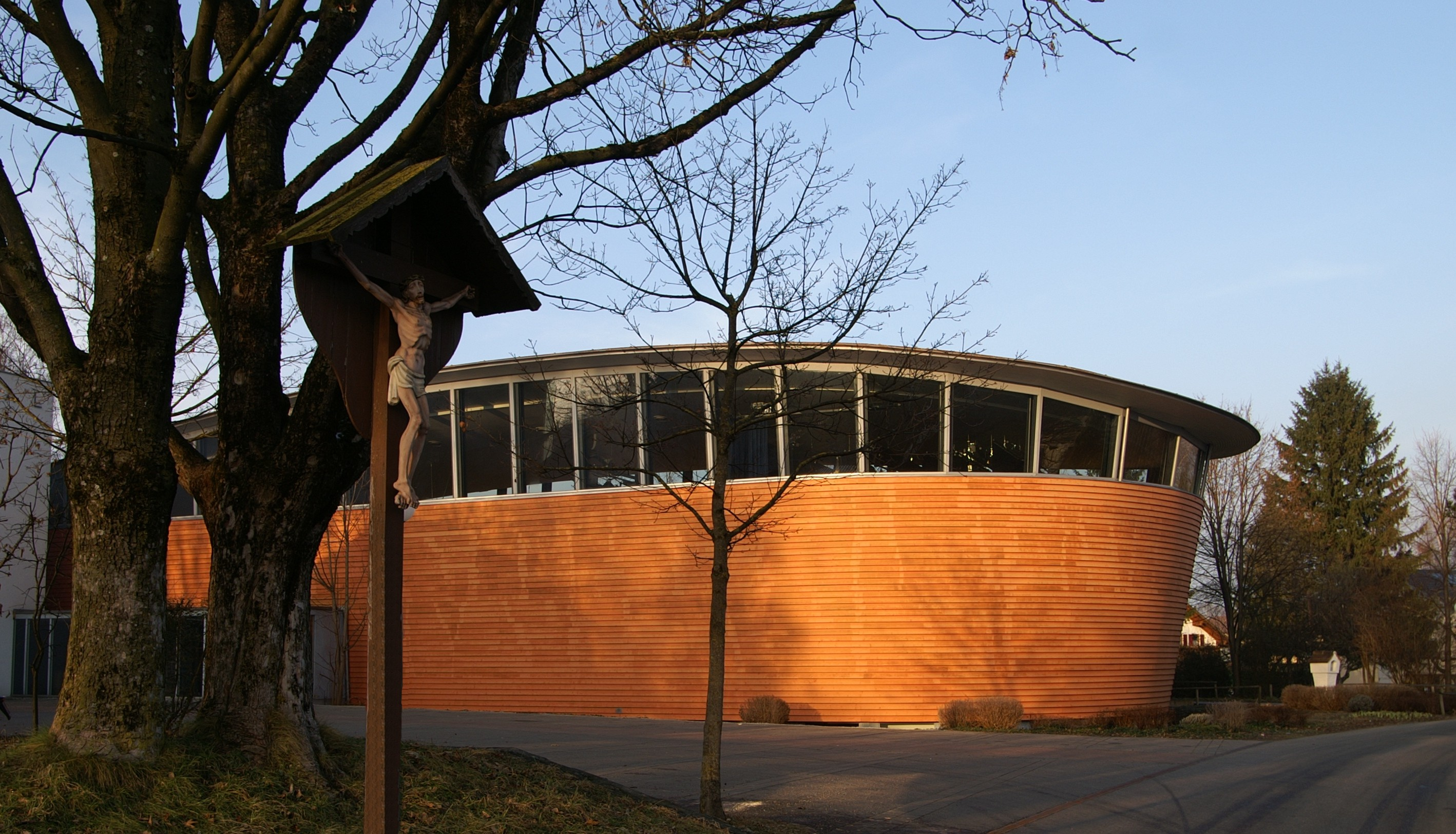
Johann-Josef-Ender-Saal

- Pfarrkirche Mäder hl. Bartholomäus
- J.J.Ender-Saal: Dieser 1994 nach Plänen von Baumschlager-Eberle erbaute Saal ist benannt nach dem Mäderer Vorsteher Johann Josef Ender, der 1824 die Übernahme der Rheinwuhrung durch den Staat erreichte.
- Tatschhüsle
- Gemeindeamt Mäder

## Wirtschaft und Infrastruktur
Am Ort gab es im Jahr 2024 280 Betriebe der gewerblichen Wirtschaft.
Der Handel stellt einen bedeutenden Wirtschaftssektor dar, rund 26 % der Betriebe sind dieser Branche zugeordnet, wo etwa 23 % der Beschäftigten im Ort tätig sind.
Erwerbstätige gab es 2.259 (von 4.026, Stand 2017).  Der Anteil der landwirtschaftlichen Flächen an der Gesamtfläche liegt bei 37,9 %.

### Energie
Mäder gehört zu den 24 Gemeinden in Österreich (Stand 2019), die mit der höchsten Auszeichnung des e5-Gemeinden Energieprojekts ausgezeichnet wurden. Das e5-Gemeinde-Projekt soll die Umsetzung einer modernen Energie- und Klimapolitik auf Gemeindeebene fördern.

### Verkehr
Mäder besitzt keinen Bahnhof, ist aber gut mit Buslinien des Landbus Unterland und des Ortsbus amKumma bedient.
Es existiert eine Straßenverbindung über den Rhein in die Schweiz, die vor allem von Pendlern und Urlaubern gewählt wird.

### Bildung
Am Ort gibt es (Stand Jänner 2020) 382 Schülerinnen und Schüler. Es existieren eine Neue Mittelschule mit ökologischem Schwerpunkt, eine Volksschule, zwei Kindergärten und zwei Kleinkindbetreuungen.

## Politik

### Gemeindevertretung
In Vorarlberg wählen die Bürger alle fünf Jahre die Mitglieder der Gemeindevertretung durch Ankreuzen eines Listen-Wahlvorschlages bzw. durch Mehrheitswahl wenn kein Listenvorschlag vorliegt. Weiters den Bürgermeister durch Ankreuzen eines Wahlvorschlages. 
Die Gemeindevertretung wählt in der konstituierenden Sitzung aus ihrer Mitte – sofern keine Wahl durch die Bürger zustande kam – gemäß § 61 Gemeindegesetz einen Bürgermeister und dann einen mindestens dreiköpfigen Gemeindevorstand. Die Zahl dieser „Gemeinderäte“ darf aber gemäß § 55 den vierten Teil der Zahl der Gemeindevertreter nicht übersteigen.
Der Bürgermeister führt den Vorsitz bei den generell öffentlichen Sitzungen der Gemeindevertretung, in denen kommunale Belange besprochen und Beschlüsse gefasst werden. Beobachter haben kein Mitspracherecht und kein Stimmrecht. Die Gemeindevertretung kann nach Bedarf Ausschüsse bestellen. Sitzungen des Gemeindevorstandes und der Ausschüsse sind nicht öffentlich.

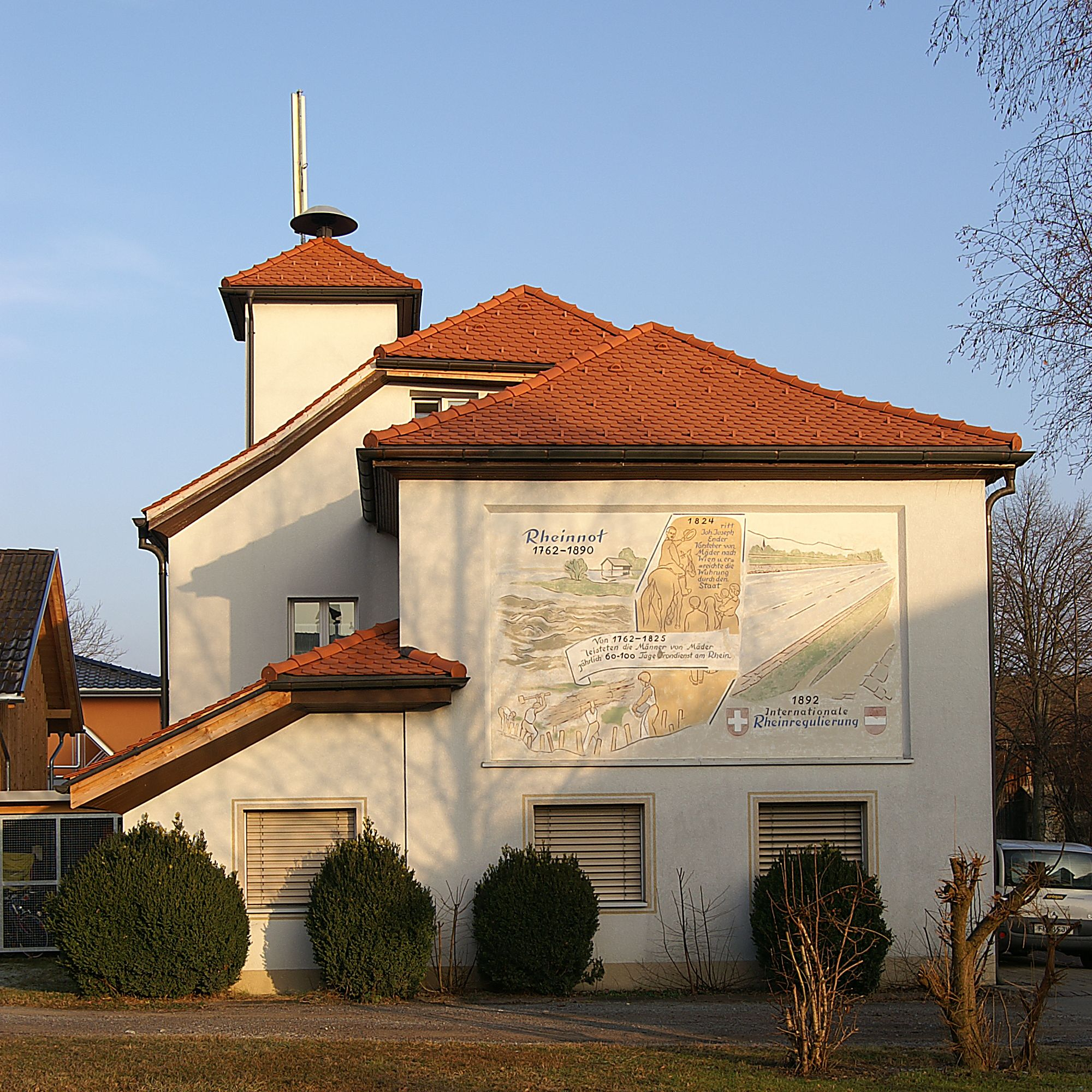
Gemeindeamt Mäder
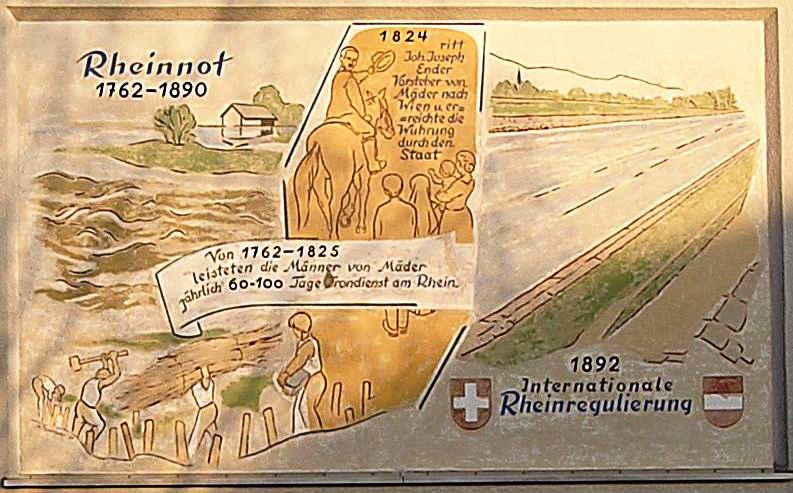
Wandbild zur Rheinregulierung (außen am Gemeindeamt)

#### Sitzverteilung nach den Wahlen
- Gemeindevertretungswahlen 1985: ÖVP 14, SPÖ 4, FPÖ 3.[13]
- Gemeindevertretungswahlen 1990: ÖVP 13, FPÖ 5, SPÖ 3.[14]
- Gemeindevertretungswahlen 1995: ÖVP 17, Die Freiheitlichen 6, SPÖ 1.[15]
- Gemeindevertretungswahlen 2000: ÖVP 17, FPÖ 7.[16]
- Gemeindevertretungswahlen 2005: ÖVP 16, Bürgerliste Mäder (BLM) 5, FPÖ 3.[17]
- Gemeindevertretungswahlen 2010: ÖVP 17, FPÖ 7.[18]
- Gemeindevertretungswahlen 2015: ÖVP 18, FPÖ 6.[19]
- Gemeindevertretungswahlen 2020: ÖVP 17, NEOS 4, FPÖ 3.[20]
- Gemeindevertretungswahlen 2025: ÖVP 17, FPÖ 4, NEOS 3.[21]

### Bürgermeister
- 1945–1945 Willi Paret[22]
- 1946–1950 Emilian Ender[22]
- 1950–1978 Albert Gisinger[22]
- 1978–1993 Hildebert Ender[22]
- 1993–2024 Rainer Siegele (ÖVP)[22][23][24]
- seit 22. März 2024 Daniel Schuster (ÖVP)[25][26]

## Persönlichkeiten

### Ehrenbürger
- Albert Gisinger (1919–2003), Altbürgermeister
- Adolf Vallaster (* 1940), Dialektautor
- Rainer Siegele, Altbürgermeister

### Söhne und Töchter der Gemeinde
- Ewald Stadler (* 1961), Politiker
- Julian Erhart (* 1992), Fußballspieler
- Martin Gisinger (* 1955), Fußballspieler